# Fluxus

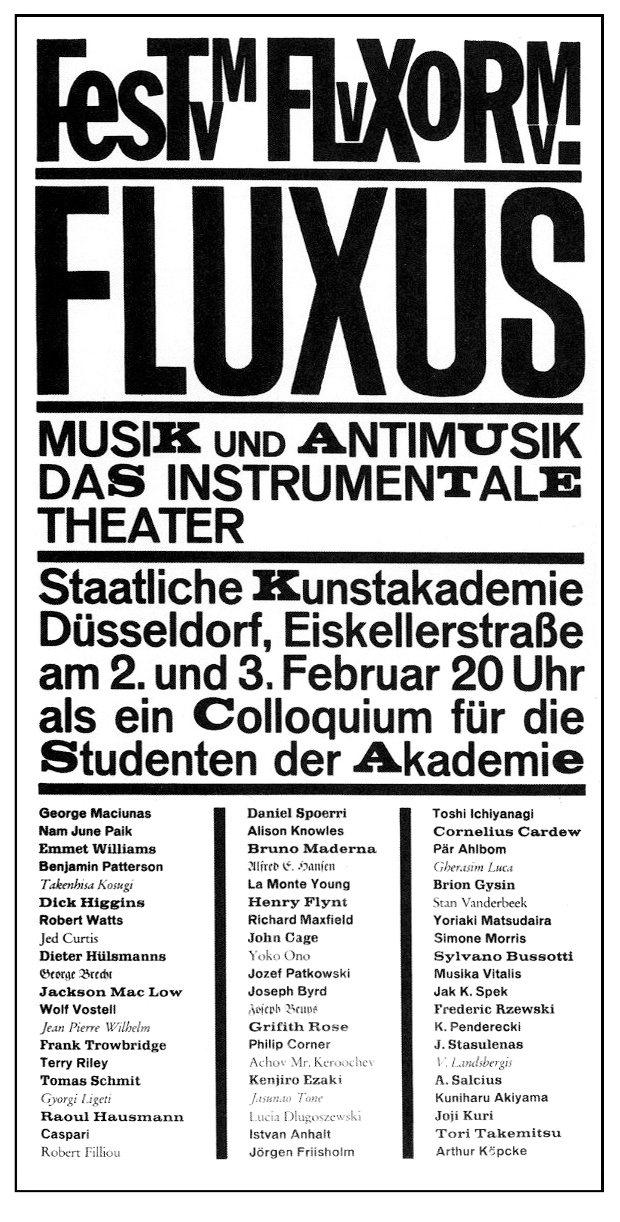
Festum Fluxorum Fluxus 1963.

Fluxus ("fluxo" em latim) foi um movimento artístico de cunho libertário, caracterizado pela mescla de diferentes artes, primordialmente das artes visuais mas também da música e literatura. Teve seu momento mais ativo entre a década de 1960 e década de 1970, se declarando contra o objeto artístico tradicional como mercadoria e se proclamou como a antiarte.
Fluxus foi informalmente organizado em 1961 pelo lituano George Maciunas (1931-1978) através da Revista Fluxus se estendendo para os Estados Unidos, Europa e Japão. Outros organizadores do início do Fluxus: George Brecht, John Cage, Jackson Mac Low e Toshi Ichijanagi organizando palestras, performances, música e poesia visual.
Mais tarde outros se associaram como Joseph Beuys, Dick Higgins, Gustav Metzger, Nam June Paik, Wolf Vostell e Yoko Ono. Allan Kaprow e Marcel Duchamp foram os criadores dos primeiros happenings, o estilo dos artistas e da teoria do Fluxus foi muito comparada a estética do Dadaísmo e do Pop art. Enquanto o fluxus se concentrava nos grandes centros urbanos da década de 1960 e 1970, a partir da década de 1990 a comunidade Fluxus começou a se reorganizar através da internet e comunidades on-line em todo mundo trocando experiências reais de poesias visuais,  performances culturais, música e vídeo (mail art).
Além dos experimentos do Fluxus influenciarem fortemente as artes visuais e a música, através de nomes como Beuys e Cage, é notável sua influência na poesia universal nos dias de hoje. 

## Principais artistas do movimento
Fonte:
- Al Hansen
- Alison Knowles
- Allen Bukoff
- António Barros
- Artur Barrio
- Arman
- Ay-O
- Eric Andersen
- Bazon Brock
- Barry McCallion
- Beck Hansen
- Ben Patterson
- Cairn Hedland
- César Baldaccini (César)
- Charlotte Moorman
- Dick Higgins
- Emmett Williams
- Gas Di Caro
- Genesis P-Orridge
- Geoffrey Hendricks
- George Brecht
- George Landow
- George Maciunas
- Giuseppe Chiari
- Gustav Metzger
- György Ligeti
- Henry Flyn
- Jackson Mac Low
- Joe Jones
- Jon Hendricks
- Joseph Beuys
- Ken Friedman
- Larry Miller
- Luce Fierens
- Nam June Paik
- Paulo Bruscky
- Philip Corner
- Philip Krumm
- Ray Johnson
- Robert Filliou
- Ruud Janssen
- Shigeko Kubota
- Takehisa Kosugi
- Ben Vautier
- Vytautas Landsbergis
- Wolf Vostell
- Willem de Ridder
- Yoko Ono
- Robin Page

## Referência bibliográfica
- Assalto a cultura de Stewart Home - ISBN 85-87193-08-2
- Fluxus y Di Maggio. Museo Vostell Malpartida, Consejería de Cultura y Patrimonio de Extremadura, 1998, ISBN 84-7671-446-7.
- Der Traum von Fluxus. George Maciunas: Eine Künstlerbiographie. Thomas Kellein, Walther König, 2007. ISBN 978-3-8656-0228-2.
- Nie wieder störungsfrei! Aachen Avantgarde seit 1964. Kerber Verlag, 2011, ISBN 978-3-86678-602-8.[4]
- Fiat flux: la nébuleuse Fluxus, 1962-1978. Musée d'art moderne Saint-Étienne métropole, Silvana Editoriale, Milan, 2012.
- Fluxus at 50. Stefan Fricke, Alexander Klar, Sarah Maske, Kerber Verlag, 2012, ISBN 978-3-86678-700-1.
- Fluxus! 50 Jahre Fluxus. Werner Esser, Steffen Engle, Staatsgalerie Stuttgart, 2012. ISBN 978-3-86442-032-2
- Petra Stegmann. The lunatics are on the loose … European Fluxus Festivals 1962-1977, Down with art! Potsdam, 2012, ISBN 978-3-9815579-0-9.[5]
- Beuys Brock Vostell. Aktion Demonstration Partizipation 1949-1983. ZKM - Zentrum für Kunst und Medientechnologie, Hatje Cantz, Karlsruhe, 2014, ISBN 978-3-7757-3864-4. [6]